# Randhir Singh Gentle
Randhir Singh Gentle (Delhi, 22 settembre 1922 – 25 settembre 1981) è stato un hockeista su prato indiano.

## Palmarès

### Olimpiadi
- Oro a Londra 1948 nell'hockey su prato.
- Oro a Helsinki 1952 nell'hockey su prato.
- Oro a Melbourne 1956 nell'hockey su prato.